# Mirafra williamsi
La Alondra de Williams (Mirafra rufa), también conocida como la alondra de Matorral Rojiza es una especie de ave paseriforme de la familia Alaudidae.
Descubierta en 1955, gran parte de su vida y la ecología sigue siendo un misterio para la ornitología. El ave lleva el nombre de John George Williams (1913-1997) un ornitólogo británico que fue conservador del Museo Coryndon en Nairobi, Kenia (que ahora se llama Museo Nacional de Kenia).

## Distribución y hábitat
En general, el hábitat natural de M. williamsi corresponde al matorral seco subtropical o tropical. Su área de distribución se restringe al norte de Kenia, donde se encuentra en dos poblaciones separadas:
Una de ellas esta al norte de Marsabit, en el desierto Didi Galgalla, una región marcada por llanuras de lava, suelos rocosos rojos y manchas de hierba corta y arbustos.
la otro vive en un área en particular (elevada entre 600 m y 1.350 m) que se extiende entre Isiolo y Garba Tula. Tiene incluso, comunidades intactas de arbustos Barleria.

## Alimentación
La Alondra de Williams se alimenta de numerosas semillas e insectos.